# Kõrgessaare kommun
Kõrgessaare kommun (Hohenholms kommun, estniska: Kõrgessaare vald) var en tidigare kommun i landskapet Hiiumaa (Dagö), på ön Dagö i västra Estland. Kommunen låg cirka 140 kilometer väster om huvudstaden Tallinn. Småköpingen Hohenholm (estniska: Kõrgessaare) utgjorde kommunens centralort.
Den 30 oktober 2013 slogs kommunen samman med Kärrdals stad och bildade Dagö kommun. Byn Lauka låg i kommunen, liksom Dagös västra udde (Dagerort) respektive norra udde (Taknenäset).

### Karta

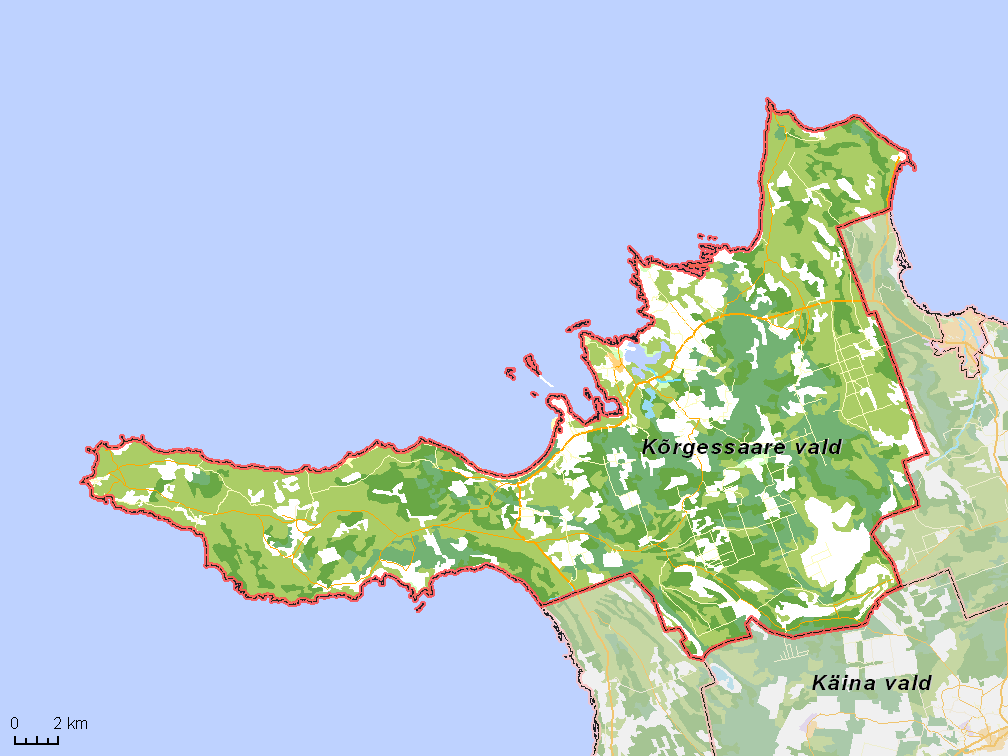
Översiktlig karta över den tidigare kommunen.

## Geografi

### Klimat
Årsmedeltemperaturen i trakten är 4 °C. Den varmaste månaden är juli, då medeltemperaturen är 16 °C, och den kallaste är januari, med −8 °C.

## Orter
I Kõrgessaare kommun fanns en småköping och 58 byar.

### Småköpingar
- Hohenholm (estniska: Kõrgessaare, centralort)

### Byar
- Dagerort (estniska: Kalana)
- Heigi
- Heiste
- Heistesoo
- Hirmuste
- Hüti
- Isabella
- Jõeranna
- Jõesuu
- Kaleste
- Kanapeeksi
- Kauste
- Kidaste
- Kiduspe
- Kiivera
- Kodeste
- Koidma
- Kopa
- Kurisu
- Kõpu
- Laasi
- Lauka
- Lehtma
- Leigri
- Lilbi
- Luidja
- Malmas (estniska: Malvaste)
- Mangu
- Mardihansu
- Meelste
- Metsaküla
- Mutas (estniska: Mudaste)
- Mägipe
- Napi
- Nõmme (heter idag Reigi-Nõmme)
- Ogandi
- Ojaküla
- Otste
- Palli
- Paope
- Pihla
- Poama
- Puski
- Röicks (estniska: Reigi)
- Risti
- Rootsi
- Sigala
- Suurepsi
- Suureranna
- Sülluste
- Tahkuna
- Tammistu
- Tiharu
- Viita
- Viitasoo
- Vilima
- Villamaa
- Ülendi